# Contea di Davidson (Tennessee)
La contea di Davidson in inglese Davidson County è una contea dello Stato del Tennessee, negli Stati Uniti. La popolazione al censimento del 2000 era di 569 891 abitanti. Il capoluogo di contea è Nashville.
Goodlettsville fa parte sia della Conta di Davidson che della Contea di Sumner.